# ياسمين مجاهد
ياسمين مجاهد باحثة مسلمة مقيمة في الولايات المتحدة الأمريكية. وهي متخصصة في الروحانيات وعلم النفس والتنمية الشخصية. حصلت على درجة البكالوريوس في علم النفس من جامعة ويسكونسن ماديسون. كما حصلت على درجة الماجستير في الصحافة والاتصال الجماهيري من نفس الجامعة. تكتب لـ هافينغتون بوست وكانت تكتب سابقًا لـ InFocus News. هي أول امرأة مسلمة تصبح معلمة في معهد المغرب. عملت سابقًا معلمةً في جامعة Cardinal Stritch. وهي معروفة دوليًا بمحاضراتها التحفيزية.

## كتب
- Reclaim your heart : personal insights on breaking free from life's shackles [استعد قلبك] (ط. Second edition). San Clemente, CA. ISBN:978-0-9903876-8-8. OCLC:954342091. مؤرشف من الأصل في 2020-08-15. {{استشهاد بكتاب}}: |طبعة= يحتوي على نص زائد (مساعدة)
- Love & happiness : a collection of personal reflections and quotes [الحب والسعادة: مجموعة من التأملات والاقتباسات الشخصية] (ط. First edition). San Clemente, CA. ISBN:978-0-9985373-0-6. OCLC:987424499. مؤرشف من الأصل في 2020-08-15. {{استشهاد بكتاب}}: |طبعة= يحتوي على نص زائد (مساعدة)

## روابط خارجية
- الموقع الرسمي